# Sidi Bennour (provins)
Sidi Bennour är en provins i regionen Casablanca-Settat i Marocko. År 2014 var provinsens befolkning 452 448 människor.